# Карстен, Густав
Густав Карстен (нем. Gustav Karsten; 1820—1900) — немецкий физик, сын минералога Карла Карстена.

## Биография
В 1845 году стал читать лекции в Берлине, с 1847 года — профессор физики и минералогии в Кильском университете, в 1859 году назначен в приэльбских герцогствах начальником учреждения для поверки мер и весов; выработанная им для этого дела организация была впоследствии принята во всей Германской империи. В 1867—1882 годах Карстен был членом прусской палаты депутатов, в 1877—1881 заседал в рейхстаге, где принадлежал к партии прогрессистов. Карстен был секретарём учрежденной в 1870 году в Киле комиссии для научного исследования германских морей; в отчетах комиссии («Berichten», Берлин, 1872—1893) Карстен обработал исследования, касающиеся физических свойств этих морей.
Первый президент Немецкого физического общества.

## Публикации
- «Untersuchungen über das Verhalten der Auflösung des reinen Kochsalzes in Wasser» (Берлин, 1846);
- «Denkschrift über den grossen norddeutschen Kanal» (Киль, 1865);
- «Beiträge zur Landeskunde der Herzogtümer Schleswig und Holstein» (2 т., Берлин, 1869—1872).

С 1856 Карстен в сотрудничестве с другими издавал «Allgemeine Encyklopädie der Physik».